# Église San Pietro Martire (Naples)
L'église San Pietro Martire (Saint-Pierre-Martyr) est une église de Naples annexe au cloître San Pietro Martire, ancien cloître du couvent homonyme, qui est aujourd'hui le siège de la faculté de lettres et de philosophie de l'université de Naples. Elle est consacrée au saint dominicain Pierre de Vérone, canonisé en 1253, et elle dépend de l'archidiocèse de Naples.

## Histoire

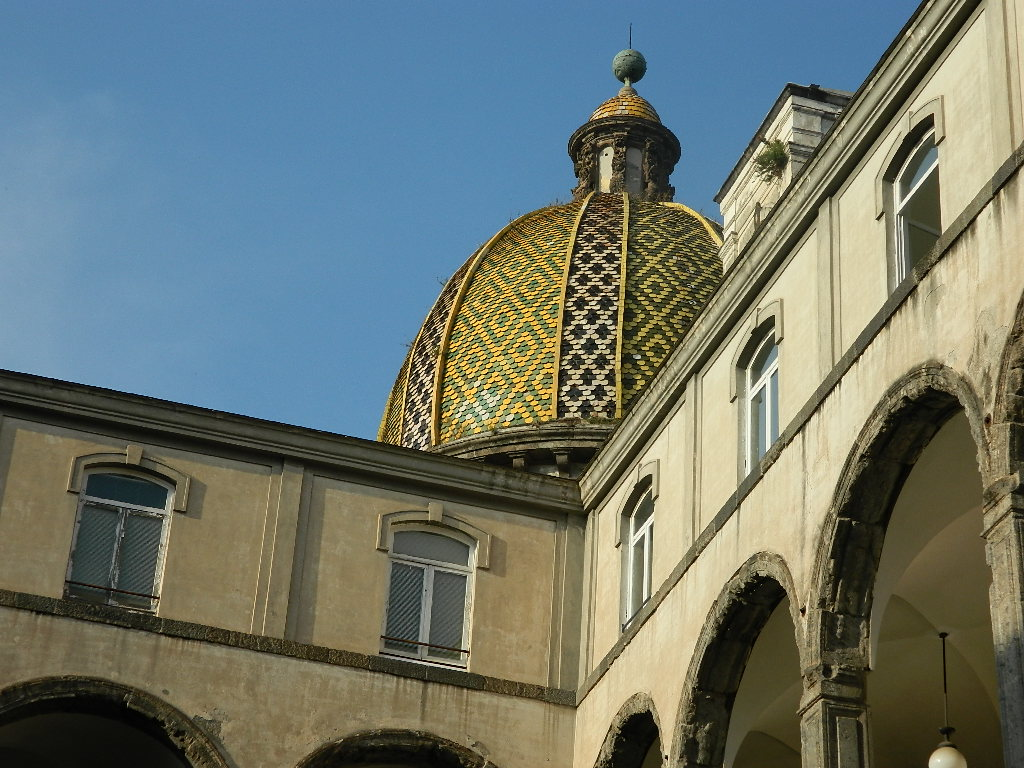
Coupole conçue par fra' Giuseppe Nuvolo.

L'édifice est fondé en 1294 par la Maison d'Anjou et donné aux dominicains. Une première restauration intervient en 1343 et en 1347 Giovanni Capano réalise le portail de marbre. En 1423 et en 1456, l'église est aménagée en style renaissance à cause d'un incendie (1423) et d'un tremblement de terre (1456). La construction du cloître dure environ un siècle et en 1607 le frère dominicain Giuseppe Nuvolo restaure l'église encore et lui ajoute une coupole (1609) recouverte de majolique. Pietro de Marino et Natale Longo réalisent en 1632-1633 l'actuel portail de marbre et le parvis. Natale Longo dessine le campanile qui est réalisé en 1655 par Francesco Antonio Picchiatti; ce dernier termine le chantier.
En 1755, un nouveau chantier de travaux est ouvert par Giuseppe Astarita (it) et les stucs sont confiés à Giuseppe Scarola.
Au XIXe siècle, les dominicains sont dispersés et leur couvent, transformé en manufacture de tabac. Il accueille ensuite la faculté de lettres et de philosophie de l'université Frédéric-II de Naples. En 1943, il est endommagé par un bombardement américain et il restauré en 1953 par l'ingénieur Luigi Cosenza. Il est encore restauré en 1978 et en 1983.
L'église est aujourd'hui fermée à cause d'infiltrations et en cours de restauration.

## Description

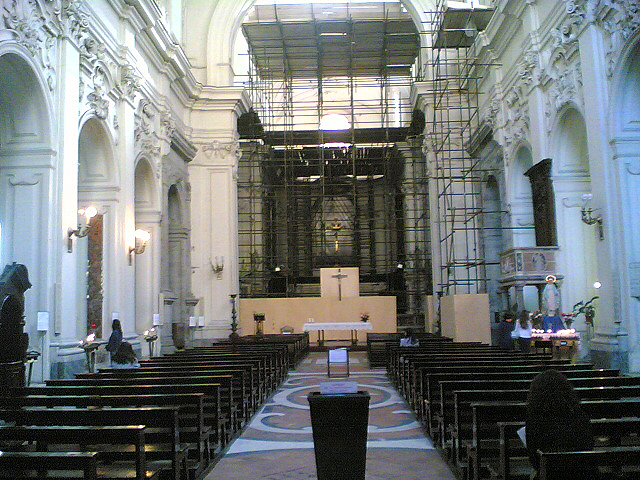
Intérieur de l'église.

La façade s'ouvre sur un parvis élargi au XVIIe siècle. Elle présente deux registres. Le premier est joint par des lésènes composites avec au centre le grand portail de marbre. Le registre supérieur comporte au milieu une grande fenêtre polylobée et des ornementations de stuc.
L'intérieur s'inscrit dans une croix latine avec sept chapelles par côté. Il est décoré de stucs du XVIIIe siècle recouvrant la structure du XVe. Le maître-autel remarquable est de Salomone Rapi et la balustrade, de Dionisio Lazzari, auteur également de la décoration de marbre d'une des chapelles.
L'église abrite des œuvres du sculpteur Jacopo della Pila, du peintre Fabrizio Santafede, du sculpteur Andrea Falcone, du fameux peintre Francesco Solimena, des peintres Giuseppe Marullo et Giacinto Diano, du sculpteur du XVIe siècle Giovanni da Nola, des sculpteurs du XIVe siècle Giovanni et Pacio Bertini, et de Barlomè Ordonez. Giacinto Diano et Sebastiano Conca ont peint les fresques de l'abside.

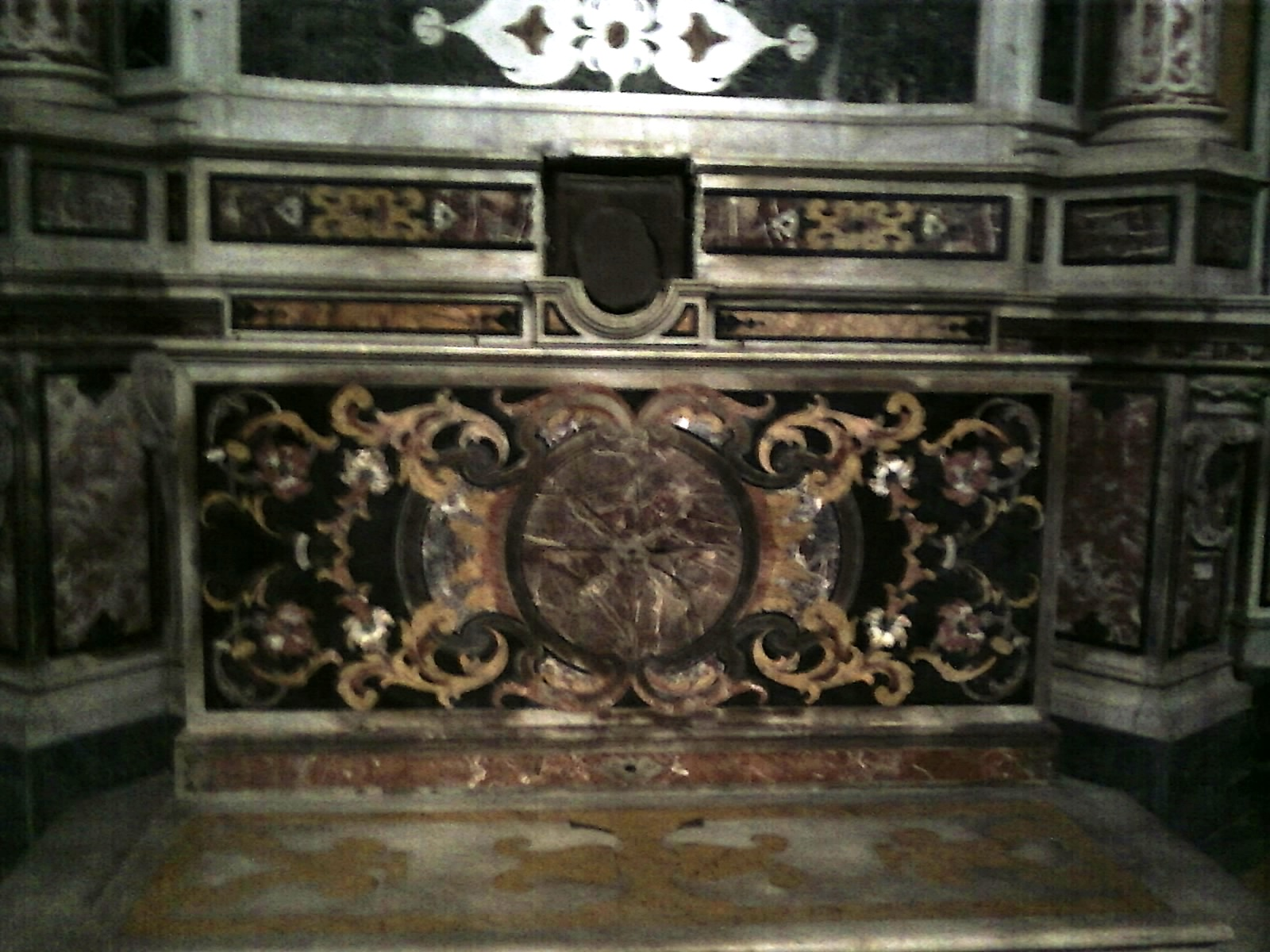
Détail de l'autel réalisé par Bartolomeo Granucci.

## Source de la traduction
- (it) Cet article est partiellement ou en totalité issu de l’article de Wikipédia en italien intitulé « Chiesa di San Pietro Martire (Napoli) » (voir la liste des auteurs).